# Jeryl Sasser
Jeryl Henry Braxton Sasser, född 13 februari 1979 i Dallas i Texas, är en amerikansk före detta professionell basketspelare (SG) som tillbringade två säsonger (2001–2003) i den nordamerikanska basketligan National Basketball Association (NBA), där han spelade för Orlando Magic.
Under sin karriär gjorde Sasser 204 poäng (2,5 poäng per match), 67 assists samt 191 rebounds, räddningar från att bollen ska hamna i nätkorgen, på 82 grundspelsmatcher.
Han draftades av Orlando Magic i första rundan i 2001 års draft som 22:a spelare totalt.
Innan Sasser blev proffs, studerade han vid Southern Methodist University och spelade för SMU Mustangs.
Han är bror till Jason Sasser och farbror till Marcus Sasser. Sasser är också släkt med John Barber.